# 샬럿 쿠시만
샬럿 샌더스 쿠시먼(Charlotte Saunders Cushman, 1816년 7월 23일 – 1876년 2월 18일)은 미국의 연극 배우이다. 그녀의 목소리는 풍부한 콘트랄토 음역으로 유명했으며, 남성과 여성 역할을 모두 소화할 수 있었다. 그녀는 로마의 저명한 예술가와 조각가들로 구성된 국외 거주자 커뮤니티에서 간헐적으로 거주했으며, 이들 중 일부는 그녀의 격렬한 사생활의 일부가 되었다.

## 초기 생애
그녀는 메이플라워호의 항해를 조직하는 데 도움을 주었고 1621년 포춘호를 타고 미국에 가문의 이름을 가져온 순례자 로버트 쿠시먼의 8대손이다. 로버트 쿠시먼은 미국 이민의 지도자이자 열렬한 옹호자였다. 그는 식민지에서 설교자가 되었으며 미국에서 첫 설교를 한 것으로 알려져 있다. 샬럿의 아버지 엘카나는 가난을 딛고 성공적인 서인도 상인이 되었다. 샬럿은 놀랍도록 똑똑하고 활발한 아이였으며, 학우들보다 뛰어났고 놀라운 음역과 풍부함, 그리고 풍부한 콘트랄토 음역을 가진 목소리를 개발했다. 그녀 아버지의 두 친구, 그 중 한 명은 존 매케이였고, 그의 피아노 공장에서는 조나스 치커링이 당시 공장이었으며, 그녀에게 음악 교육을 제공했다. 쿠시먼은 아주 어린 나이에 막중한 책임을 떠맡을 수밖에 없었다. 그녀가 열세 살이었을 때, 아버지는 심각한 재정 문제에 시달렸고 얼마 지나지 않아 사망하여 가족에게 거의 아무것도 남기지 않았다. 이로 인해 샬럿은 가족에게 수입을 가져올 방법을 찾게 되었다. 그녀는 뛰어난 학생이었고 학업적으로 많은 것을 성취했지만, 오페라 경력을 추구하기 위해 학교를 떠났다.
1834년 조지프 우드 부인이 보스턴을 방문했을 때, 매케이 대위는 쿠시먼을 소개했고, 쿠시먼은 그녀와 함께 두 차례의 콘서트에서 노래를 불렀다. 우드 부인의 영향으로 그녀는 여성 음악 감독인 제임스 G. 매더의 제자가 되었고, 그의 지도 아래 트레몬트 극장에서 피가로의 결혼의 알마비바 백작 부인 역으로 오페라에 처음 출연하여 큰 성공을 거두었고, 두 번째는 가이 매너링의 루시 버트램 역으로 출연했다. 그녀는 그의 극단과 함께 뉴올리언스로 갔는데, 그곳에서 그녀에게 배정된 소프라노 역할로 인해 무리하게 사용되었던 그녀의 목소리가 갑자기 망가졌다. 뉴올리언스 주요 극장의 매니저인 제임스 H. 캘드웰의 조언을 구하자, 그와 비극 배우 바턴은 그녀에게 배우가 되라고 조언하고 맥베스 부인 역을 공부하도록 주었다. 그녀는 1835년에 그 역으로 연극 데뷔를 하여 완벽하게 성공했다.

## 연극 경력

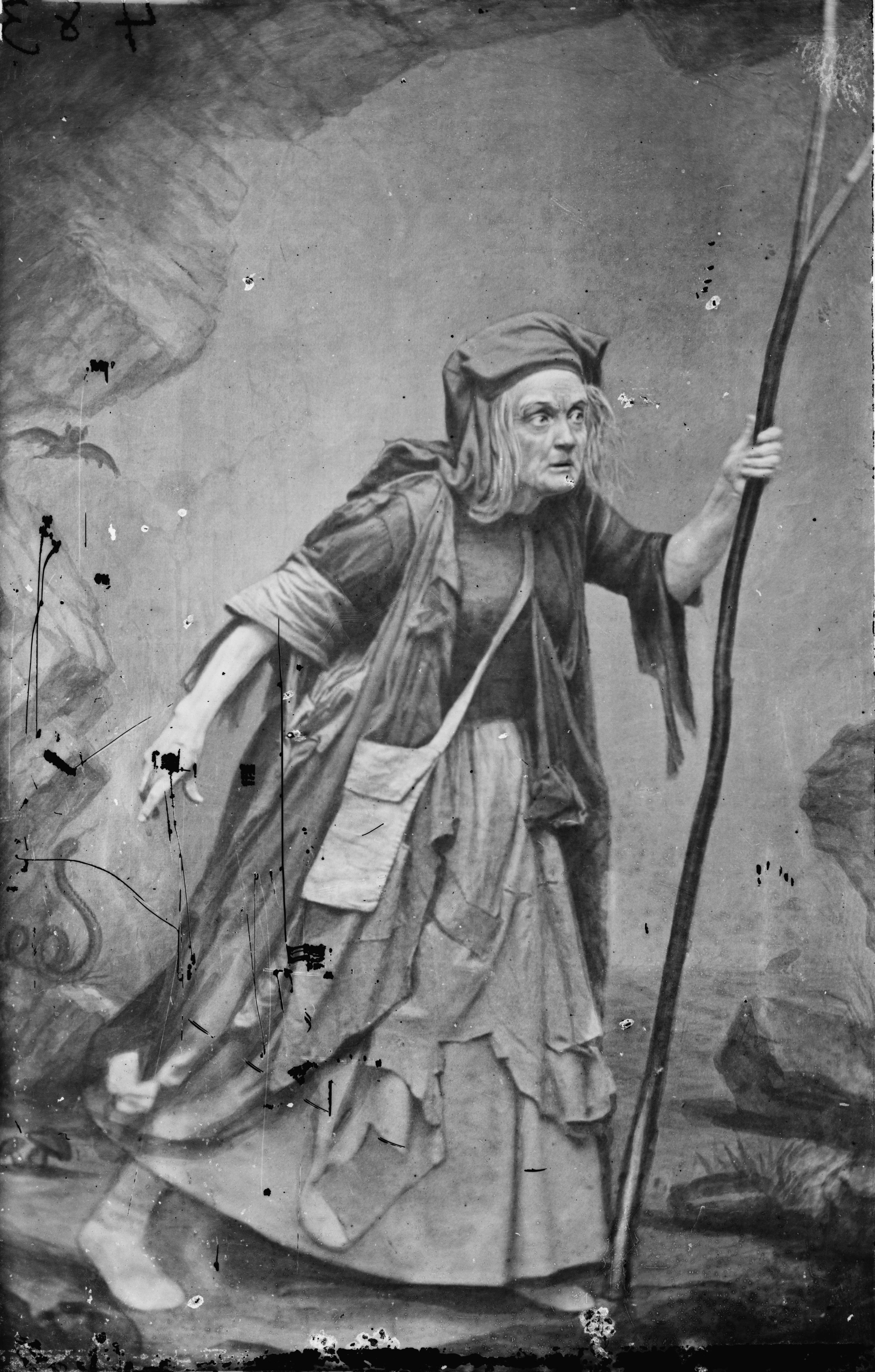
메그 메릴리스 역의 샬럿 쿠시먼

쿠시먼은 1835년 4월 8일, 18세의 나이에 보스턴의 트레몬트 극장에서 첫 전문 공연을 가졌다. 그녀는 그 후 뉴올리언스로 가서 한 시즌 동안 성공적으로 공연했으며, 이후 뉴욕시로 돌아와 바우어리 극장과 계약하여 활동했다. 그녀는 뉴욕주 올버니에서 맥베스 부인 역으로 열렬한 극찬을 받았다.

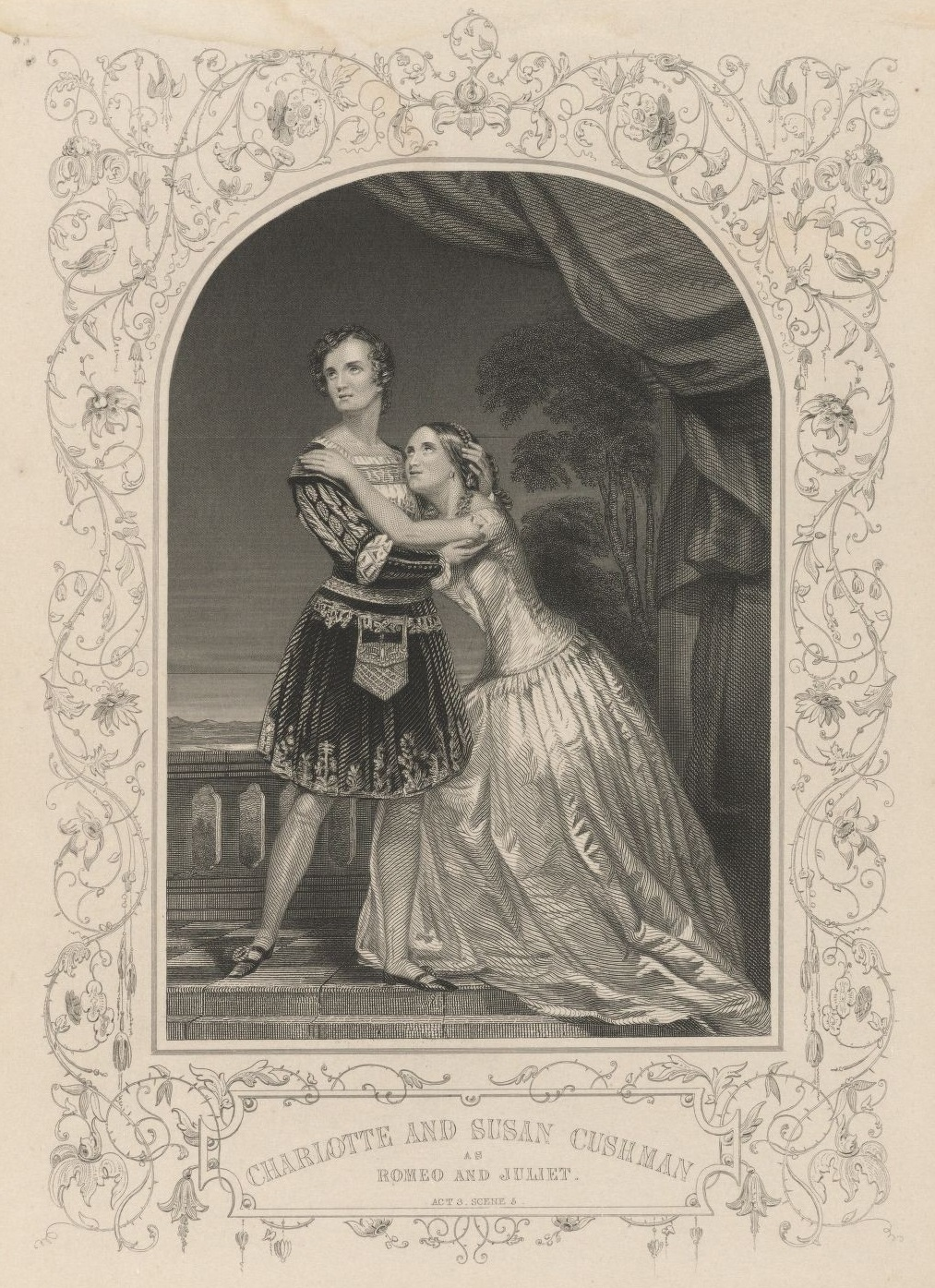
1846년 로미오와 줄리엣의 샬럿과 수잔 쿠시먼 자매

1839년, 그녀의 여동생 수잔 웹 쿠시먼도 배우가 되었고, 14세에 넬슨 메리먼과 결혼했다. 남편은 그녀가 임신했을 때 그녀를 버렸고 샬럿이 여동생을 돌보았다. 두 자매는 샬럿이 로미오를, 수잔이 줄리엣을 연기하며 로미오와 줄리엣을 함께 연기하여 유명해졌다.
1843년, 쿠시먼은 화가 토머스 설리의 딸인 로잘리 설리와 낭만적인 관계를 맺었다. 1844년까지 그 관계는 끝났다. 그녀는 극장에서 연기하며 해외를 여행하기 시작했고, 설리는 얼마 지나지 않아 사망했다. 그녀는 또한 1844년경 작가 앤 햄튼 브루스터와 매우 친했지만 브루스터 오빠의 사회적 압력으로 인해 그들은 헤어져야 했다. 브루스터는 1849년 편지에서 함께 보낸 목가적인 시간을 회상했다. 그녀는 결국 토머스 설리가 그린 쿠시먼의 초상화를 필라델피아 도서관에 유증했다.

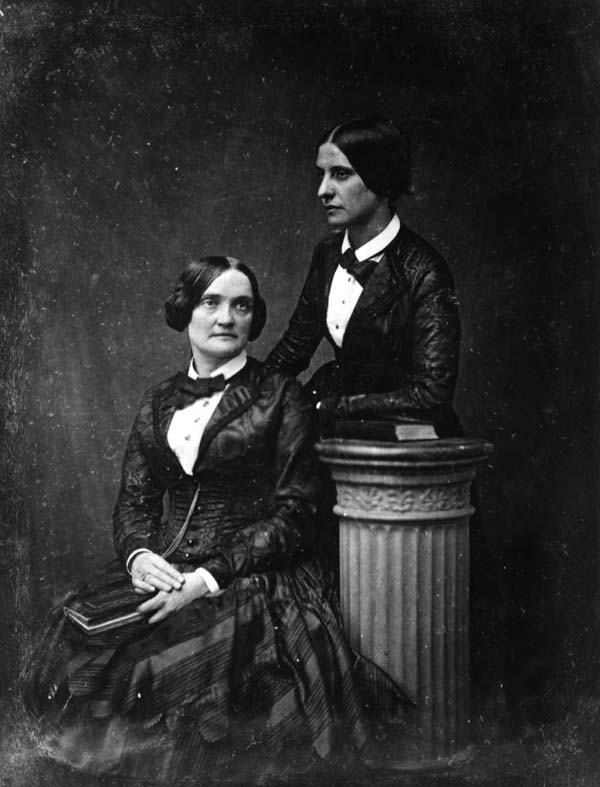
샬럿 쿠시먼과 마틸다 헤이스

1848년, 쿠시먼은 언론인, 작가이자 파트타임 배우인 마틸다 헤이스를 만났다. 두 여성은 친한 친구가 되었고, 짧은 시간과 몇몇 서신 교환 후에 연인이 되었다. 다음 10년 동안 두 사람은 거의 항상 함께 지냈다. 그들은 옷을 비슷하게 입는 것으로 유명했으며, 유럽에서는 공개적으로 커플로 알려졌다.
1849년 쿠시먼은 미국으로 돌아왔고 1852년에는 무대에서 은퇴하기로 결정했다. 그녀는 로마에 헤이스와 함께 거주하기 시작했다. 그들은 그곳에서 미국인 해외 거주자 공동체에서 살기 시작했는데, 대부분은 당시의 많은 레즈비언 예술가와 조각가들로 구성되어 있었다. 쿠시먼은 자신의 명성을 이용하여 가까운 친구가 되고 그녀의 작품을 크게 존경했던 아프리카계 미국인/아메리카 원주민 조각가 에드모니아 루이스의 작품을 홍보했다.
1854년, 헤이스는 쿠시먼을 떠나 조각가 해리엇 호스머에게 갔는데, 이는 세 여성 사이에 일련의 질투심 가득한 상호작용을 촉발시켰다. 헤이스는 결국 쿠시먼과 다시 살게 되었지만, 그녀와 쿠시먼 사이의 긴장은 결코 회복되지 않았다. 1857년 말까지 쿠시먼은 조각가 엠마 스테빈스와 비밀리에 관계를 맺고 있었다. 어느 날 밤 쿠시먼이 편지를 쓰고 있을 때, 헤이스가 들어왔다. 편지가 스테빈스에게 보내는 것이라고 의심한 헤이스는 그것을 보여달라고 요구했다. 쿠시먼은 편지가 스테빈스에게 보내는 것이 아니라고 주장했지만, 헤이스에게 보여주기를 거부했다. 뒤따른 말다툼은 폭발적이었다. 헤이스는 격분하여 쿠시먼을 집 안을 쫓아다니며 기회가 있을 때마다 주먹으로 때렸다. 관계는 즉시 끝났고 헤이스는 이사했다. 그녀는 쿠시먼을 고소했으며, 자신의 경력을 희생하여 쿠시먼의 경력을 지원했으므로 일정한 금액을 받아야 한다고 주장했다. 쿠시먼은 그녀에게 알 수 없는 금액을 지불했고 두 여성은 영원히 헤어졌다.

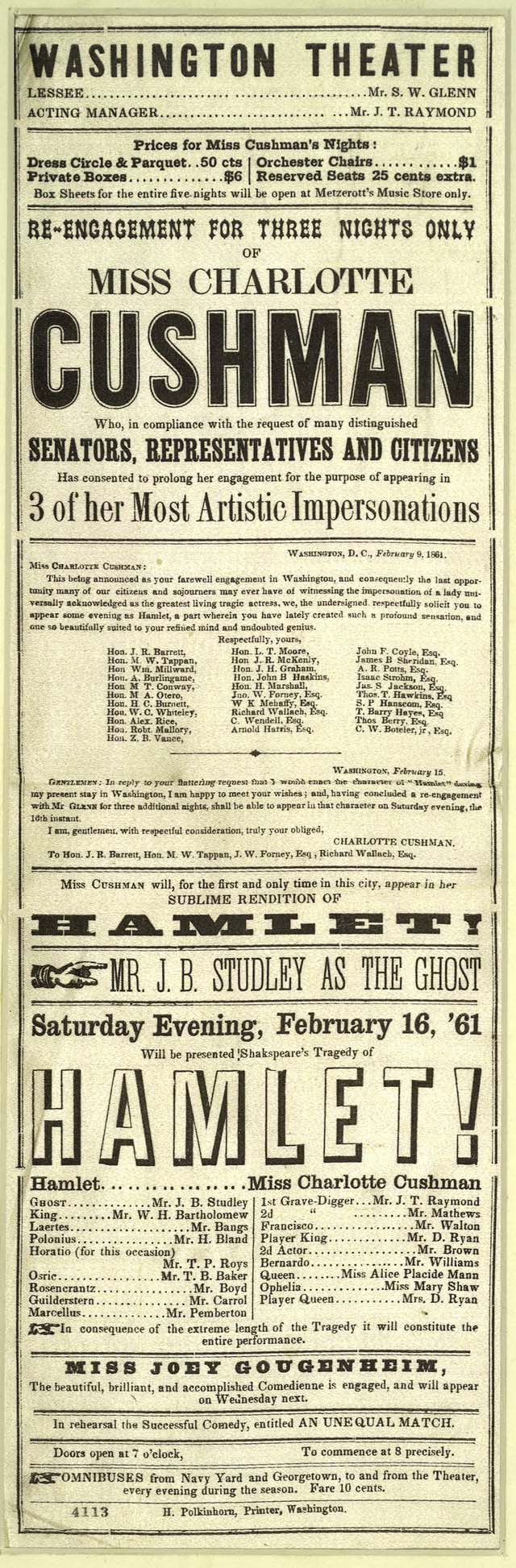
1861년 2월 햄릿 역의 쿠시먼 출연을 알리는 포스터.

엠마 스테빈스는 헤어진 직후 쿠시먼과 함께 살게 되었다. 쿠시먼은 몇 달 후 짧은 투어를 위해 미국으로 여행했다. 쿠시먼은 스테빈스에게 헌신적이라고 주장했지만, 스테빈스와의 관계가 시작된 지 얼마 지나지 않아 다른 여성과 관계를 맺었다. 쿠시먼은 18세의 배우인 웨이먼 크로의 딸인 엠마 크로를 만나 사랑에 빠졌다. 두 여성은 연인 관계가 되었고, 쿠시먼은 종종 그녀를 "나의 작은 연인"이라고 불렀다.

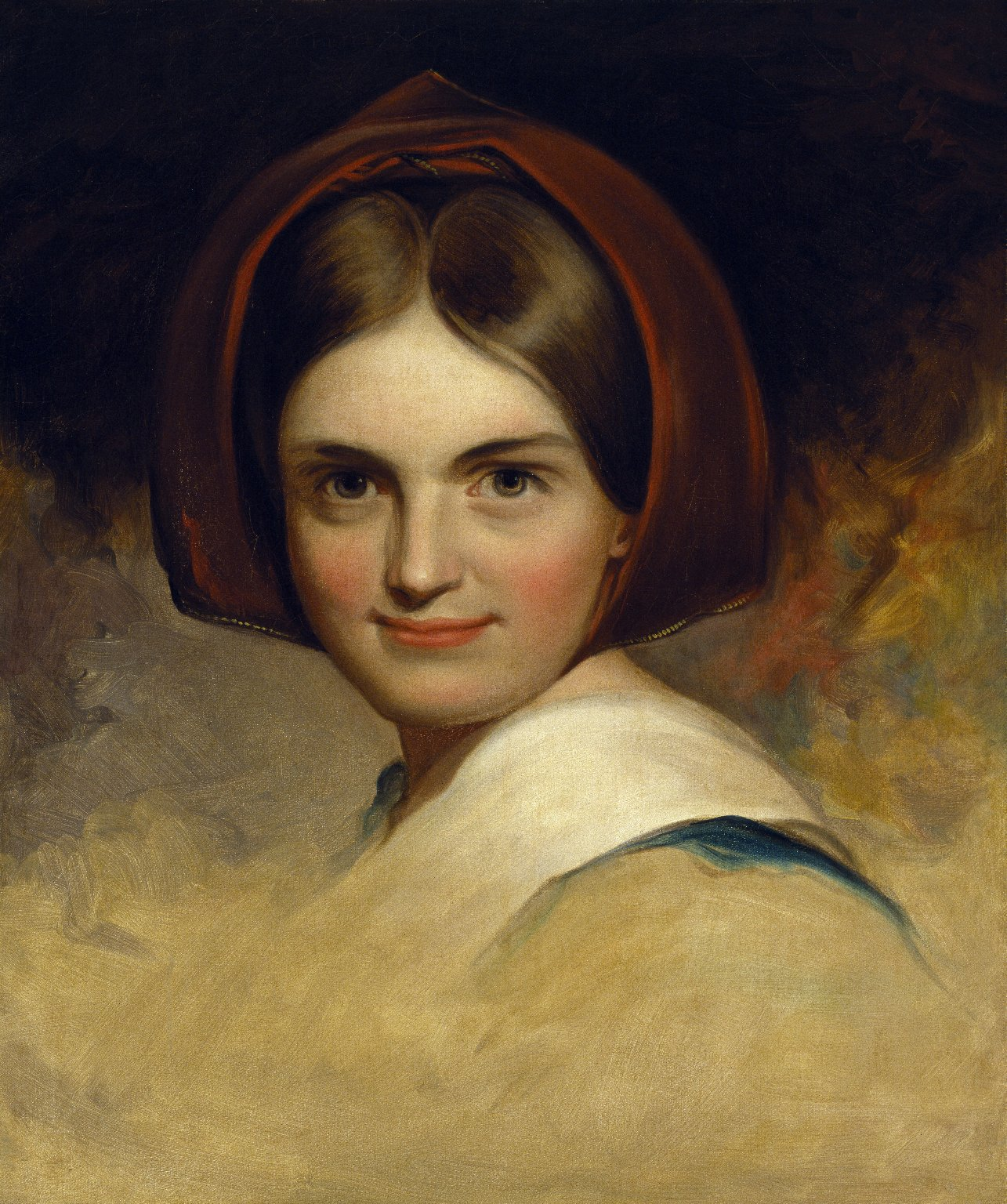
앤 햄튼 브루스터가 소장했던 토머스 설리의 쿠시먼 미완성 초상화.

이탈리아로 떠나기 전에 쿠시먼은 워싱턴 극장에서 햄릿의 타이틀 롤로 고별 공연을 했다. 그녀의 출연을 알리는 포스터는 그녀를 "살아있는 가장 위대한 비극 배우로 보편적으로 인정받는 여성"이라고 묘사한다.
쿠시먼이 이탈리아로 돌아오자 크로우도 따라왔다. 이탈리아에 도착한 지 얼마 지나지 않아 크로우는 쿠시먼의 조카 네드 쿠시먼의 관심을 끌었다. 1861년 4월, 네드 쿠시먼과 엠마 크로우는 결혼했다.
쿠시먼은 예술가, 작가, 정치인들과 친구였다. 1860년대에 워싱턴 D.C.에 왔을 때, 그녀는 종종 국무장관 윌리엄 수어드의 집에 머물렀고, 그와는 매우 친한 친구였다. 1861년 7월, 수어드는 그녀를 에이브러햄 링컨 대통령에게 소개했고, 링컨 대통령은 맥베스 (희곡)가 자신이 가장 좋아하는 셰익스피어 연극이며 언젠가 그녀가 맥베스 부인 역을 연기하는 것을 보고 싶다고 말했다. 1863년 그녀는 다시 미국으로 돌아와 위생위원회를 위해 여러 차례 공연했다. 링컨은 10월에 가족과 함께 그로버 극장에서 그녀가 맥베스를 연기하는 것을 보았다. 1869년에 그녀는 유방암 치료를 시작했다. 생애 마지막 6년 동안 쿠시먼은 극적인 독자로서 놀라운 능력을 발휘하여 셰익스피어의 장면, 발라드 시, 방언 시, 유머러스한 작품들을 이전의 극적인 성공 못지않게 확실한 성공으로 선보였다. 1871년 유럽에서 거주한 후, 그녀는 여러 극장 공연 외에도 독자로서 미국에서 경력을 재개했다.
그녀의 고별 공연은 최소한 7년 동안 각각 다른 해에 발표되었다. 뉴욕에서의 마지막 공연은 부스 극장에서 맥베스 부인 역을 맡았다. 그녀는 필라델피아와 다른 도시에서도 같은 캐릭터로 비슷한 시위성 고별 공연을 가졌으며, 그녀의 경력은 1875년 5월 15일 보스턴의 글로브 극장에서 막을 내렸다. 로체스터, 버팔로, 시러큐스에서 독서 투어를 마친 후, 그녀는 뉴포트의 빌라에서 큰 재산을 가지고 은퇴했는데, 그곳에서 마지막 병에 걸렸다. 10월에 그녀는 보스턴으로 가서 의학 치료를 받았다.

## 사망

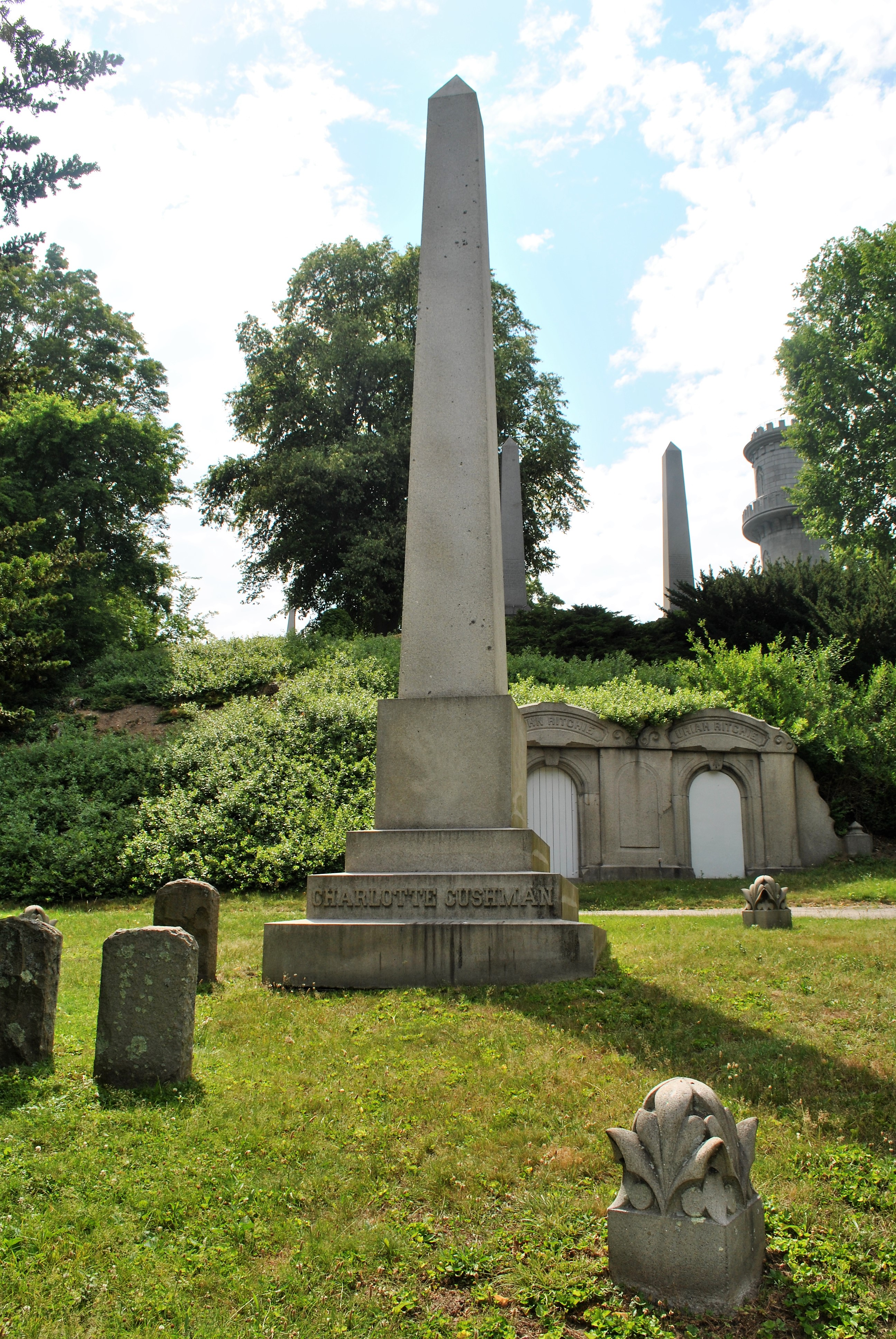
매사추세츠주 케임브리지의 마운트 오번 묘지.

샬럿 쿠시먼은 1876년 59세의 나이로 보스턴의 파커 하우스 호텔 3층 객실에서 폐렴으로 사망했으며, 케임브리지의 마운트 오번 묘지에 안장되었다.
1915년에 그녀는 위대한 미국인 명예의 전당에 선출되었다.

## 유산
그녀는 몇 년 동안 영국을 집으로 삼았으며, 작가 제럴딘 주스베리와 친구가 되었는데, 주스베리는 1848년 소설 "더 하프 시스터즈"에서 쿠시먼을 모델로 한 캐릭터를 만들었다고 한다. 캐롤린 게이지가 쓴 "샬럿 쿠시먼의 마지막 독서"라는 제목의 1인극이 있다.
엠마 스테빈스의 조각상 "물의 천사", 즉 센트럴 파크의 베데스다 테라스 분수 위에 있는 천사는 쿠시먼에게서 영감을 받았다고 한다.
1907년에는 샬럿 쿠시먼 클럽이 설립되어 그녀의 이름을 따서 명명되었다. 2000년에는 샬럿 쿠시먼 재단이 되었다.
그녀의 찰스타운 자택은 보스턴 여성 유산 길의 한 장소이다.

## 같이 보기
- 스펜서 하우스 (신시내티)

## 내용주 및 각주
1. ↑  Clement, Clara Erskine (1882). 《Charlotte Cushman》. Boston: JR Osgood.
2. ↑  Bloom, Arthur W. (2023). 《Charlotte Cushman: A Biography and Performance History》. Jefferson, NC: McFarland and Co. 8쪽. ISBN 9781476648545.
3. 1 2 3 4  Wilson, J. G.; Fiske, J., 편집. (1900). 〈Cushman, Charlotte Saunders〉. 《Appletons' Cyclopædia of American Biography》. New York: D. Appleton.
4. ↑  Billy J. Harbin, Kim Marra, and Robert A. Schanke, The Gay and Lesbian Theatrical Legacy: A Biographical Dictionary of Major Figures in American Stage History in the Pre-Stonewall Era (Ann Arbor, University of Michigan Press, 2005), 126.
5. 1 2 3 4 5  Charlotte Cushman biography 보관됨 8월 1, 2015 - glbtqarchive.com (오류: 알 수 없는 아카이브 URL) on glbtq.com. Accessed online 9 November 2006
6. ↑  “Charlotte and Susan Cushman as Romeo and Juliet”. 《www.loc.gov》.
7. ↑  “That's So Gay: Outing Early America”. 《www.librarycompany.org》 (영어). 2017년 9월 15일에 확인함.
8. ↑  “LCP Art & Artifacts”. 《www.librarycompany.org》. 2017년 9월 15일에 확인함.
9. ↑  Bronski, Michael (2011). 《A queer history of the United States》. ReVisioning American history. Boston: Beacon Press. 71쪽. ISBN 978-0-8070-4439-1. OCLC 662402765.
10. ↑  See the poster 파일:Cushman in Hamlet poster.jpg.
11. ↑  “Charlotte Cushman - Nominee.” The Legacy Project. Accessed May 1, 2025. https://legacyprojectchicago.org/person/charlotte-cushman.
12. ↑  Emma Stebbins biography 보관됨 2007-11-09 - 웨이백 머신 on glbtq.com. Accessed online 29 December 2009
13. ↑  Wilson, Scott. Resting Places: The Burial Sites of More Than 14,000 Famous Persons, 3d ed.: 2 (Kindle Locations 10758-10759). McFarland & Company, Inc., Publishers. Kindle Edition
14. ↑  Notable American Women, 1607–1950: A Biographical Dictionary, Volume 2, by Edward T. James, Janet Wilson James, Paul S. Boyer, Radcliffe College
15. ↑  "Lesser-Known Tales of the Old Croton Aqueduct: The Angel of the Waters," Friends of the Old Croton Aqueduct, Issue 47. https://aqueduct.org/article/lesser-known-tales-old-croton-aqueduct-angel-waters
16. ↑  “Charlestown”. 《Boston Women's Heritage Trail》.